# Anhaica
Anhaica fue el principal asentamiento del pueblo indio apalache primordialmente de la Provincia de Apalache, situada cerca del Parque Myers en la actual ciudad de Tallahassee, Florida. La población de Anhaica era aproximadamente de 30 000, mientras que la población de la provincia se estima que rondaba los 60 000.
Anhaica tenía 250 construcciones cuando Hernando de Soto erigió un campamento allí en octubre de 1539 forzando a los apalaches a abandonar la aldea. Hernando de Soto abandonó el lugar en 1540.
Alrededor de 1633 la Orden Franciscana estableció una misión en el anterior lugar de Anhaica llamada La Purificación de Tama.
El hecho de que no se haya encontrado ninguna plataforma o montículo piramidal anhaica puede indicar un cambio político. O bien los anhaica no ocuparon sus asentamientos durante mucho tiempo o bien los montículos no se volvieron a construir. Además, la expedición de Narváez por los apalaches (1528) pudo haber introducido diversas enfermedades, reduciendo la población, cambiando la localización del poblado y/o actividades de construcción de montículos.
Anhaica fue descubierta en 1988 por el arqueólogo del estado de Florida B. Calvin Jones.
Véase también Montículos del Parque Arqueológico Estatal de Lago Jackson.